# Luca Vergallito
Luca Vergallito, né le 14 septembre 1997 à Milan, est un coureur cycliste italien.

## Biographie
Après être passé par l'athlétisme et le triathlon, Luca Vergallito court en cyclisme sur route dans les catégories juniors (moins de 19 ans) et espoirs (moins de 23 ans), mais n'obtient aucun résultat significatif. Après deux ans chez les moins de 23 ans, il abandonne la compétition pour étudier les sciences du sport et ne pratique le cyclisme que pour le loisir. En 2020, il termine ses études et passe un master, tout en commençant à travailler comme entraîneur cycliste.
En 2022, il participe à des compétitions de cyclisme virtuel et remporte la Zwift Academy, ce qui lui permet de dérocher un contrat avec l'équipe Alpecin-Deceuninck Development. En 2023, il décroche sa première victoire sur route lors du Tour de Haute-Autriche, où il remporte la dernière étape et le classement général avec une seconde d'avance. Lors du Tour du Frioul-Vénétie Julienne, il gagne l'étape reine et le classement de la montagne.
En 2024, il rejoint le World Tour au sein de l'équipe Alpecin-Deceuninck.

## Palmarès sur route

### Par années
- 2023
  - Tour de Haute-Autriche :
    - Classement général
    - 3e étape

  - 3e étape du Tour du Frioul-Vénétie Julienne
  - Province Cycling Tour

### Résultats sur les grands tours

#### Tour d'Espagne
1 participation
- 2024 : 105e

### Classements mondiaux
| Année                                 | 2023 | 2024 |
| ------------------------------------- | ---- | ---- |
| Classement mondial                    | 669e | 491e |
|                                       |      |      |
| Légende : nc = non classéSource : UCI |      |      |